# Charlène af Monaco
Fyrstinde Charlène af Monaco (født Charlene Lynette Wittstock; 25. januar 1978) er en tidligere sydafrikansk rygcrawl-svømmerske, der er den nuværende fyrstinde af Monaco.

## Biografi
Charlene Wittstock blev født i 1978 i Bulawayo i Rhodesia (nuværende Zimbabwe), men flyttede til Sydafrika med sin familie, da hun var 12. Hun har repræsenteret Sydafrika i svømning, og deltog i OL i Sydney i 2000, hvor hun var en del af det sydafrikanske stafethold, som endte på femteplads på 4 x 100 m medley. Hun trak sig tilbage fra svømning i 2007.

### Ægteskab
Wittstock mødte Fyrst Albert 2. af Monaco i år 2000 ved Marenostrum International Swimming Meet i Monaco, som han præsiderede over. Fyrst Albert var også en atlet, der har konkurreret i bobslæde ved fem OL. Parret optrådt offentligt sammen siden åbningsceremonien ved Vinter-OL 2006 og forlovede sig den 23. juni 2010. Efter at hun giftede sig med fyrst Albert, fik hun titlen Hendes Højvelbårenhed Fyrstinde Charlène af Monaco.